# کلونووا وولا
کلونووا وولا (به لهستانی:  Klonowa Wola) یک منطقهٔ مسکونی در لهستان است که در گمینا وارکا واقع شده‌است.
 کلونووا وولا  ۱۵۰ نفر جمعیت دارد.